# 2012 YO9
2012 YO9, também escrito como 2012 YO9, é um objeto transnetuniano (TNO) que está localizado no cinturão de Kuiper, uma região do Sistema Solar. O mesmo possui uma magnitude absoluta de 7,7.

## Descoberta
2012 YO9 foi descoberto no dia 17 de dezembro de 2012 pelo The Dark Energy Survey.

## Órbita
A órbita de 2012 YO9 tem uma excentricidade de 0,153 e possui um semieixo maior de 43,530 UA. O seu periélio leva o mesmo a uma distância de 36,865 UA em relação ao Sol e seu afélio a 50,196 UA.